# Hannahanna
Ḫannaḫanna (del hitita ḫanna- "abuela") era una diosa madre hitita.

## Mitos
Ḫannaḫanna aparece en varios mitos hititas. Tiende a ayudar a resolver los problemas que enfrentan a otros dioses entre ellos.  La mayoría de ellos son mitos que tratan de la desaparición de deidades, un tema común en los mitos.

### Los mitos de Telepinu
Después de que Telepinu desapareciera, su padre, el dios de la tormenta Tarhunna, se quejó ante Ḫannaḫanna. Esta lo envió a buscar a su hijo, y cuando él se dio por vencido, envió una abeja, encargándole que encontrara a Telepinu. La abeja lo logró, después lo purificó y fortaleció picándole manos y pies y limpiándole ojos y pies con cera.
En otro mito sobre la desaparición de Telepinu, ella le recomendó a Tarhunt que le pagara a Aruna, dios del mar, el precio de la novia por su hija, para que ella pudiera casarse con Telepinu.

### Mito de la desaparición de Inara
En otro mito, Inara desapareció y cuando la abeja del dios de la tormenta le informó a Ḫannaḫanna sobre esto, comenzó una búsqueda con la ayuda de su asistente femenina.

### Mito de su desaparición
En un mito fragmentario, la propia Ḫannaḫanna desaparece por un tiempo en un ataque de ira. Mientras ella no está, el ganado y las ovejas se asfixian, y las madres, tanto humanas como animales, no prestan atención a sus hijos. Después de que su ira es desterrada a la Tierra Oscura, ella regresa regocijándose y las madres vuelven a cuidar de sus hijos. Otra forma de apaciguar su ira era quemar leña y dejar que el vapor entrara en su cuerpo.

## Reconocimientos
El nombre de Ḫannaḫanna  fue incluido en The Heritage Floor de la instalación artística The Dinner Party de Judy Chicago.